# Pleurobema collina
Pleurobema collina är en musselart som först beskrevs av Conrad 1837.  Pleurobema collina ingår i släktet Pleurobema och familjen målarmusslor. IUCN kategoriserar arten globalt som akut hotad. Inga underarter finns listade i Catalogue of Life.